# 伊恩·伍斯南
伊恩·伍斯南（Ian Woosnam,1958年3月2日—）是一位威爾斯高爾夫球選手。於1976年轉為職業選手。并且獲得了四大滿貫賽事之一的1991年美國名人賽的冠軍。

## 外部連結
- 官方網站
- PGA歐洲巡迴賽網站上的介紹[永久]